# Karakert
Karakert (in armeno Քարակերտ?) è un comune dell'Armenia di 4 319 abitanti (2009) della provincia di Armavir.